# Sunny Suljic
Sunny Suljic (Estados Unidos, 10 de agosto de 2005) é um ator e skatista americano. Conhecido por interpretar Bob no filme The Killing of a Sacred Deer (2017) e Atreus na captura do jogo God of War, interpretou Stevie no filme Mid90s que foi indicado ao Critics' Choice Movie Awards de 2019 na categoria de Melhor Ator Jovem.

## Filmografia

### Cinema
| Ani  | Título                                | Papel          | Nota           |
| ---- | ------------------------------------- | -------------- | -------------- |
| 2013 | Ruined                                | Jody Dunlap    | Curta-metragem |
| 2015 | 1915                                  | Gabriel        |                |
| 2015 | The Unspoken                          | Adrian         |                |
| 2017 | The Killing of a Sacred Deer          | Bob Murphy     |                |
| 2018 | Don't Worry, He Won't Get Far on Foot | Skatista #2    |                |
| 2018 | Mid90s                                | Stevie         |                |
| 2018 | The House with a Clock in Its Walls   | Tarby Corrigan |                |
| 2020 | The Christmas Chronicles 2            | Doug Pierce    |                |
| 2021 | North Hollywood                       | Clark          |                |

### Televisão
| Ano  | Título          | Papel             | Nota       |
| ---- | --------------- | ----------------- | ---------- |
| 2014 | Criminal Minds  | Joe Bachner jovem | 1 episódio |
| 2016 | Shady Neighbors | Oliver            | Telefilme  |

### Jogos eletrônicos
| Ano  | Título                            | Papel  | Notas                |
| ---- | --------------------------------- | ------ | -------------------- |
| 2018 | God of War: A Call from the Wilds | Atreus | Voz e motion capture |
| 2018 | God of War                        | Atreus | Voz e motion capture |
| 2022 | God of War Ragnarök               | Atreus | Voz e motion capture |